# 薩布萊特 (密蘇里州)
薩布萊特（英語：Sublette）是位於美國密蘇里州亞代爾縣的非建制地區。

## 歷史
薩布萊特的郵局於1868年設立，其後於1933年停運。

## 地理
薩布萊特所處的海拔為高於海平面299米（即981英呎），而該地所採用的時區為UTC-6，即北美中部時區（CST）。同時該地設有夏令時間，為UTC-6調快一小時，即UTC-5（CDT）。